# یواس‌اس هیوز (دی‌دی-۴۱۰)
یواس‌اس هیوز (دی‌دی-۴۱۰) (به انگلیسی: USS Hughes (DD-410)) یک کشتی بود که طول آن 348&nbsp;ft, 3¼&nbsp;in, (106.15&nbsp;m) بود. این کشتی در سال ۱۹۳۹ ساخته شد.